# علي عبد الله أبو الريش
علي أبو الريش روائي وشاعر وإعلامي إماراتي، حاصل على جائزة الإمارات التقديرية للعلوم والفنون والآداب للرواية من قبل رئيس الدولة عام 2008م. والتي قال عنها "أغلى هدية في حياتي".

## مولده ونسبة
ولد علي عبد الله محمد أبو الريش في 9 يونيو 1956 في منطقة المعيريض في إمارة رأس الخيمة.

## ترجمته
تخرج من جامعة عين شمس قسم علم النفس، وبعد تخرجة سنة 1979م انضم إلى عالم الصحافة وإلى جريدة الاتحاد حيث عمل في القسم الثقافي فيها، وأخذ يترقى في المناصب حتى وصل في 2007 إلى منصب مدير التحرير. له عمود يومي بالجريدة.
يعمل حالياً مدير لمشروع (قلم) بهيئة أبوظبي للثقافة والتراث.

## مؤلفاته
- الاعتراف 1982. (وقع اختيارها كواحدة من ضمن أفضل مائة رواية عربية)
- السيف والزهرة.
- رماد الدم.
- نافذة الجنون.
- تل الصنم.
- ثنائية مجبل بن شهوان.
- سلائم.
- ثنائية الروح والحجر.
- التمثال 2001.
- زينة الملكة
- فرت من قسورة
- الغرفة 357
- ثنائية الحب والماء والتراب
- ام الدويس. 2016.
- جلفار
- امرأة استثنائية
- قميص سارة. 2014.
- عبد التواب البغدادي
- عقدتي أنا
- وجوه إماراتية.
- الغربية طائر بثمانية أجنحة : تأملات في فلسفة الرمز والمكان. 2015.
- رؤى فلسفية في الحكم والفروسية : مقاربة فلسفة محمد بن راشد آل مكتوم بالفلسفات الكبرى. 2016.
- زايد الشخصية الأخلاقية. 2017.
- حقيقة الإرهاب : المشي يسبق الوعي. 2018.
- دبي .. أيقونة الحياة. 2018.
- الحرية خارج الحرية : سحر اللحظة .. رقصة الموت. 2018.
- تأملات في السعادة والإيجابية : مقاربة فكر محمد بن راشد آل مكتوم بأفكار فلاسفة التنوير. 2018.[4]
- البحر في الذاكرة الإماراتية : تراجيديا الحياة والموت. 2019.
- الليل الأبيض (رواية). 2020.
- ورطة آدم (رواية). 2020.
- تجليات محمد بن راشد آل مكتوم في حب الخيل وفلسفة القصيدة. 2021.[5]
- الإنسان ذاك الكائن الخيالي : الألعاب الشعبية نموذجاً. 2021.
- عصائب الجائحة (مجموعة قصصية). 2021.[6]
- الخوف من شيء ما (رواية). 2022.[7]

## الجوائز والتكريم
- جائزة التميز الإعلامي في الدورة الرابعة لجائزة تريم عمران الصحفية عام 2000م.
- جائزة مهرجان الرواد العرب من جامعة الدول العربية في الدورة الثانية عام 2002م.
- جائزة أفضل تأليف إماراتي عن روايته زينة الملكة عام 2004م.
- جائزة مسرح رأس الخيمة الوطني للإبداع الأدبي عام 2004م.
- جائزة أفضل كاتب محلي في مجال الإبداع الأدبي عام 2007م
- حصل على جائزة الإمارات التقديرية للعلوم والفنون والآداب سنة 2008 تسلمها من يد الشيخ خليفة بن زايد آل نهيان رئيس الدولة.[2]

## وصلات خارجية
- مقابلة توثيقية مع علي أبو الريش «الجزء الأول» / قناة العربية
- مقابلة توثيقية مع علي أبو الريش «الجزء الثاني». قناة العربية